# Christa Zeuch
Christa Zeuch (* 7. Dezember 1941 in Berlin-Lichterfelde) ist eine deutsche Kinder- und Jugendbuchautorin.

## Leben und Wirken
Christa Zeuch ist in Berlin aufgewachsen. 1966 ist sie mit ihrem Mann und ihren beiden Kindern nach Bonn umgesiedelt. Bis 1984 arbeitete sie erst als Augenarztassistentin, um dann nach einer Gesangsausbildung als Musikpädagogin musikalisch-kreative Arbeit mit Kindern zu leisten.
Bereits in der Grundschulzeit für ihre ersten Reime von der Klassenlehrerin belobigt, legte Christa Zeuch 1978 mit Unten steht der Semmelbeiß gleich ein preisgekröntes Debüt vor und ist seit 1984 Freie Schriftstellerin. Sie schreibt für Kinder und Jugendliche zwischen drei und vierzehn Jahren und hat bisher rund 50 Buchtitel mit Erzählungen, Liedern und Gedichten veröffentlicht. Ihre Texte finden sich zudem in zahlreichen Anthologien, Schul- und Chorbüchern, sie wurden im Rundfunk gesendet und bildeten nicht zuletzt die Grundlage für ihre inzwischen ca. 3500 musikalisch ausgestalteten Autorenlesungen an Schulen. Ihre zahlreichen Kinder- und Jugendbücher erschienen u. a. bei Oetinger und im Arena Verlag. Seit 2013 legt sie auch Neuausgaben vergriffener Titel in der Edition Gegenwind vor.
Die Autorin ist Mitglied des Friedrich-Bödecker-Kreises (bundesweit und in Schleswig-Holstein) und gehörte bis 1996 auch dem Verband deutscher Schriftsteller an.
Christa Zeuch lebt mit ihrem Mann nahe Eckernförde.

## Bibliografie

### Lyrik / Kurzprosa
- Worte, schwarz und weiß geflügelt. Gedichte. Mit Fotoillustrationen der Autorin. Edition Gegenwind – BoD, Norderstedt 2016. ISBN 978-3-7412-2476-8.
- Leise Wortlaute. Gedichte. Mit Illustrationen der Autorin. Edition Gegenwind – BoD, Norderstedt 2017. ISBN 978-3-7448-3639-5.
- Zeitenkanon. Gedichte. Mit Illustrationen der Autorin. Edition Gegenwind – BoD, Norderstedt 2021. ISBN 978-3-7526-7232-9.
- Menschen wie ich du er sie es – Geschichten mit und ohne Kopf. Kurzprosa. Edition Gegenwind – BoD, Norderstedt 2023. ISBN 978-3-7583-0839-0.

### Kinder- und Jugendliteratur

#### Bilderbücher
- Kitty kommt zu spät zur Schule. Wortbilderbuch. Bilder: Christa Unzner. Arena Verlag, 1995
- Schau, was Max alles zaubern kann!. Lernbilderbuch. Bilder: Sabine Kraushaar. Arena, 2006, ISBN 978-3-401-08888-4
- Was machen die Wichtel um sechs?. Gereimtes Bilderbuch. Bilder: Pia Eisenbarth. Oetinger, 2013, ISBN 978-3-7891-6461-3

#### Lyrik für Kinder
- Unten steht der Semmelbeiß. Kindergedichte. Bilder Bettina Wölfel. Anrich-Verlag, 1978
- Lisa, Lolle, Lachmusik – eine musikalische Entdeckungsreise. Bilder Bettina Wölfel. Arena, 1987
- Halt den Schnabel, böser Wolf. Gedichte. Bilder Regina Kehn. Arena, 1990
- Spaß und Spiel mit dem Krokodil. Geschichten, Reime. Bilder Susanne Schwandt. Arena, 1993
- Das Jahr hat bunte Socken an. Kreativbuch. Bilder Egbert Koopmans. Arena, 1994
- Sitzt ein Zwerg auf dem Berg. Reimspiele. Bilder Hildegard Müller. Arena, 1996; TB-Neuausgabe 2002, ISBN 978-3-401-02210-9
- Groß und Klein laden ein. Reime. Bilder Lena Andersen. Oetinger, 1996
- Zeigt her eure Füßchen. Alte lieder und neue der Autorin. Bilder Hildegard Müller. Arena, 1996
- Die kleine Hexe Xixibix. Reime-ABC. Bilder Andreas Röckener. Oetinger, 1996
- Hopp, hopp, hopp. Reime aus dem Engl. Stickbilder Belinda Downes. Arena, 1997
- Tick Tack. Reime. Bilder Lena Andersen. Oetinger, 1997
- Xixibix macht Hexenfaxen. Geschichten, Reime. Bilder Andreas Röckerer. Oetinger, 1998
- Xixibix hext einen Zoo. Geschichten, Reime. Bilder Andreas Röckener. Oetinger, 1999
- 6, 7 8, jetzt heißt es aufgewacht. Reime z. Uhrlernen. Bilder Michael Schober. Arena, 2003
- Was machen die Wichtel um 6? Reime zum Uhrlernen. Oetinger, 2013, ISBN 978-3-7891-6461-3
- Der Frosch hat einen Frosch im Hals. Ein bunt gereimtes Tier-ABC. Bilder Gabriele Elsler. Edition Gegenwind – BoD, Norderstedt 2013, ISBN 978-3-8482-5196-4
- Mein Zauberschloss hat viele Türen – Zwanzig Räume voller Reime. Mit Bildern der Autorin. Edition Gegenwind – BoD, Norderstedt 2014. ISBN 978-3-7357-7797-3
- Affenkopp liebt Zottelbär – Ein A-B-C voller Geschichten, Gedichte, Zungenbrecher, Rätsel und Abzählreime. Mit Bildern der Autorin. Edition Gegenwind – BoD, Norderstedt 2015. ISBN 978-3-7347-8506-1.
- Träume fangen – Was Klein und Groß bewegt in Reimen und Bildern. Illustrationen von Andreas Röckener. Edition Gegenwind – BoD, Norderstedt 2024. ISBN 978-3-7597-5852-1.

#### Kinderbücher
- Kosch Kosch, eine elefantenrote Geschichte. Erzählung. Bilder Wilhelm Schlote. Arena Verlag, 1984
- Der kleine Riese Guguli. Erzählung. Bilder Siegfried Wagner. Arena Verlag 1986
- Plötzlich ist der Konrad da. Erzählung. Arena 1987
- Teddyfranz braucht blaue Augen. Erzählung. Arena Verlag, 1988
- Der Hase Pumpernickel. Erzählung. Bilder Hans-Günther Döring. Arena, 1991
- Duledick im Räuberwald. Erzählung. Bilder Gitte Spee. Arena, 1992
- Halli-hallo, Herr Flunkerfloh. Musikal.-kreativ. Geschichtenbuch. Bilder Horst Judith, Bastelvorschläge Ulrike Jaeschke. Arena 1992
- Duledick auf Räuberjagd. Erzählung. Bilder Gitte Spee. Arena, 1993
- Lollipopps Geheimversteck. Erzählung. Bilder Wolfgang Slawski. Oetinger, 1995
- Das Monster im Mamas Schrank. Erzählung. Bilder Birgit Rieger. Arena, 1995
- Zeig's ihnen, Anna-Lena. Erzählung. Bilder Dagmar Geisler. Arena, 1997
- Mama gehört mir ganz allein. Erzählung. Bilder Katja Schubert. Arena, 1997
- Hanna und das Fluschi. Erstleser. Bilder Markus Humbach. Oetinger, 1998
- Zusammen sind wir stark. Erstleser. Bilder Dorothea Thust. Edition Buecherbär Im Ar, 1996 (Mehrere Auflagen); Arena, 2011, ISBN 978-3-401-70035-9
- Eintritt für Eltern verboten. Kinderroman. Bilder Elisabeth Holzhausen. arsEdition, 2001
- Stella vom roten Stern. Kinderroman. Elefanten Press Verlag, 2001; Neuausgabe. Verlag Die Schatzkiste, 2005
- Mutgeschichten für 3 Minuten. Bilder Iris Hardt. Arena, 2004, ISBN 978-3-401-08442-8
- Zwei löwenstarke Freunde. Erzählung. Bilder Anja Reichel. arsEdition, 2002
- Die Spur des roten Elefanten. Kinderroman. Mit Bildern der Autorin. Die Schatzkiste, 2007
- Prinz Memo. Fantasy-Roman. Edition Gegenwind – BoD, Norderstedt, 2013, ISBN 978-3-7322-6290-8
- Wawar und der Feuervogel. Ein märchenhaftes Vogelabenteuer. Edition Gegenwind – BoD, Norderstedt 2014. ISBN 978-3-7322-8780-2.
- Die Augen der Kukurill. Mysteriöser Spökenspuk, Magie und Hexiges.  Edition Gegenwind – BoD, Norderstedt 2015. ISBN 978-3-7392-1919-6.
- Mein Sommer mit Oma und Finn. Kinderroman. Edition Gegenwind – BoD, Norderstedt 2016. ISBN 978-3-7431-0143-2.

#### Jugendbücher
- Der Ameisentöter. Jugendroman. Oetinger, 1997
- Das Spiegel-Labyrinth. Fantasyroman. Arena, 2003; Neuausgabe. Verlag Die Schatzkiste, 2005, ISBN 978-3-86520-136-2
- Moonskater, Jugendroman. Carlsen, 2004, ISBN 978-3-551-35251-4

TB-Neuausgabe als Moonskaters Traum vom Fliegen. Edition Gegenwind – BoD, Norderstedt, 2013, ISBN 978-3-7322-3131-7

#### Tonträger
- Der kleine Riese Guguli. MC. Eingelesen von der Autorin. 1986
- Lisa, Lolle, Lachmusik. MC mit 30 Liedern und Musik der Autorin. Arena, 1987
- Halli-hallo, Herr Flunkerfloh. MC mit Liedern der Autorin. Arena 1992
- Hasensongs und Bärenhits. MC, Lieder und Musik der Autorin. Arena, 1993
- Mutgeschichten für 3 Minuten. Eingelesen von Angela Bender. Arena, 2010, ISBN 978-3-401-28442-2

## Auszeichnungen
- 1978: Aufnahme in Auswahlliste Deutscher Jugendliteraturpreis von Unten steht der Semmelbeiß[4]
- 1984: „Die 10 Besten von Radio-Bremen“ für Kosch Kosch, eine elefantenrote Geschichte.
- 1987: Buch des Monats, Deutsche Akademie für Kinder- und Jugendliteratur in Volkach für Lisa, Lolle, Lachmusik – eine musikalische Entdeckungsreise[4]
- 1989: Aufnahme in Ehrenliste zum Hans Christian Andersen Preis von Unten steht der Semmelbeiß[4]
- 1990: Buch des Monats, Deutsche Akademie für Kinder- und Jugendliteratur in Volkach für Halt den Schnabel, böser Wolf
- 2001: „Die Besten bei Radio Bremen und Saarländischem Rundfunk“ für Stella vom roten Stern